# جزيرة مطورة
جزيرة مطورة (اللغة الماورية: Moutohorā) هي جزيرة صغيرة غير مأهولة تقع قبالة ساحل خليج بلينتي في الجزيرة الشمالية في نيوزيلندا، على بعد حوالي 9 كيلومترات (6,5 ميل) شمال مدينة وكتان. الجزيرة التي تبلغ مساحتها 1.43 كيلومتر مربع (0.55 ميل مربع)، وهي بقايا بركان معقد قد تآكل تاركًا قمتين. لا تزال هذه منطقة نشاط بركاني وهناك ينابيع حارة على الجزيرة في وادي الكبريت وخليج ماكوانز وخليج الكبريت.